# Роздольне (Татарбунарський район)
Роздо́льне — колишнє село в Україні, Татарбунарському районі Одеської області. Підпорядковувалось Жовтоярській сільській раді.

## Населення
Згідно з переписом УРСР 1989 року чисельність наявного населення села становила 35 осіб, з яких 17 чоловіків та 18 жінок.
За переписом населення України 2001 року в селі мешкали 4 особи. 100 % населення вказало своєю рідною мовою українську мову.